# Аралски район
Аралски район (на казахски: Арал ауданы) е съставна част на Къзълординска област, Казахстан, с обща площ 54 470 км2 и население 79 693 души (по приблизителна оценка към 1 януари 2020 г.). Административен център е град Аралск.